# پولونز در لا بمل ماژور

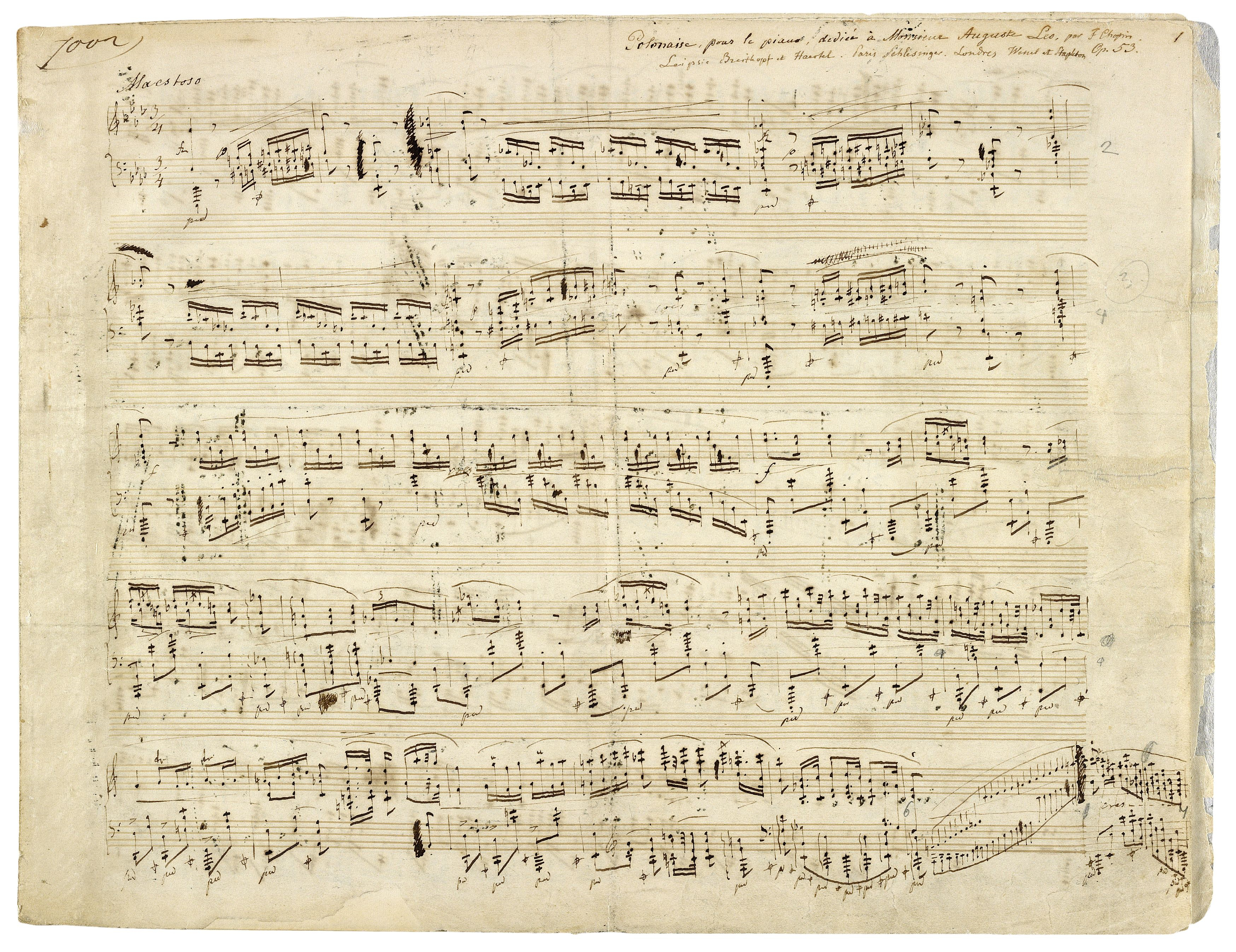
متن دست‌نوشته اصلی، ۱۸۴۲.

پولونز در لا بمل ماژور، شماره اثر. ۵۳ (فرانسوی: Polonaise héroïque‎, پولونز قهرمانانه ; (به لهستانی: Heroiczny)) برای تک‌نوازی پیانو، توسط فردریک شوپن در سال ۱۸۴۲ نوشته شد. این آهنگ یکی از تحسین‌شده‌ترین آهنگ‌های شوپن است و سال‌هاست که مورد علاقه رپرتوار پیانونوازهای موسیقی رمانتیک بوده‌است. آرتور روبینشتاین (۱۹۸۲–۱۸۸۷)، پیانونواز لهستانی، زمانی آن را «نزدیک‌ترین آهنگ به قلب من» نامید. نواختن این قطعه به مهارت و چیره‌دستی بالای پیانونواز نیاز دارد. از نظر بدنی نیز نواختنش بسیار سخت است؛ به گفته شاگرد شوپن، آدولف گوتمان، شوپن آن را با ملایمت بیشتری از بسیاری از نوازندگان می‌نواخت. این پولونز به آگوست لئو، بانکداری آلمانی و دوست شوپن تقدیم شد.
یک نسخه خطی دست‌نوشته شوپن، در کتابخانه و موزه مورگان نگهداری می‌شود.